# Olli Partanen
Heikki Olavi « Olli » Partanen (né le 18 août 1922 à Kouvola et mort le 15 juin 2014 dans la même ville) est un athlète finlandais spécialiste du lancer du disque. Médaillé de bronze aux championnats d'Europe en 1950, il participe aux Jeux olympiques de 1952, mais ne se qualifie pas pour la finale.
Durant la Seconde Guerre mondiale, il fait partie du Bataillon de volontaires finlandais de la Waffen-SS.

## Biographie

### Palmarès
| Date | Compétition           | Lieu      | Résultat | Performance |
| ---- | --------------------- | --------- | -------- | ----------- |
| 1950 | Championnats d'Europe | Bruxelles | 3e       | 48,69 m     |

### Records
| Épreuve          | Performance | Lieu    | Date              |
| ---------------- | ----------- | ------- | ----------------- |
| Lancer du disque | 50,14 m     | Karhula | 25 septembre 1949 |